# خانه دکتر ابتهاج
خانه دکتر ابتهاج مربوط به دوره پهلوی اول است و در تهران، میدان بهارستان، خیابان مجاهدین اسلام، خیابان ایران، مدرسه راهنمایی شهیداندرزگو واقع شده و این اثر در تاریخ ۲۶ آبان ۱۳۸۷ با شمارهٔ ثبت ۲۳۸۷۷ به‌عنوان یکی از آثار ملی ایران به ثبت رسیده است.
این خانه متعلق به عبدالحسین سمیعی وزیر علوم و بهداری دوره پهلوی بود که بخشی از آن در مرداد سال ۱۳۹۶ تخریب شد.